# دالاس ديني
دالاس ديني (بالإنجليزية: Dallas Denny) هي كاتِبة أمريكية، ولدت في 18 أغسطس 1949 في آشفيل في الولايات المتحدة.